# Pelargonium plurisectum
Pelargonium plurisectum är en näveväxtart som beskrevs av Salter. Pelargonium plurisectum ingår i släktet pelargoner, och familjen näveväxter. Inga underarter finns listade i Catalogue of Life.